# Airai
Airai – miasto i zarazem jedna z jednostek administracyjnych w Palau. Położone jest na największej wyspie archipelagu Palau – Babeldaob. Według danych szacunkowych na 2009 rok liczy 1126 mieszkańców. Jest głównym portem lotniczym i drugim co do wielkości miastem kraju.

## Literatura
- South Pacific & Micronesia, Lonely Planet, 2003, ISBN 1-86450-302-5